# Heisteria zimmereri
Heisteria zimmereri är en tvåhjärtbladig växtart som beskrevs av Adolf Engler. Heisteria zimmereri ingår i släktet Heisteria och familjen Erythropalaceae. Inga underarter finns listade i Catalogue of Life.